# Mây từ tính
Mây từ tính là một sự kiện thoáng qua được quan sát trong gió mặt trời. Nó được Burlaga cùng các cộng sự định nghĩa năm 1981 như là một khu vực có cường độ từ trường tăng cao, chuyển động quay nhịp nhàng của các vectơ từ trường và nhiệt độ proton thấp. Các đám mây từ là một biểu hiện có thể có của phún xạ vật chất vành nhật hoa (CME). Sự liên kết giữa CME và mây từ tính được Burlaga cùng các cộng sự thực hiện năm 1982 khi một đám mây từ tính được Helios-1 quan sát hai ngày sau khi nó được SMM quan sát. Tuy nhiên, do các quan sát gần Trái Đất thường được một tàu vũ trụ thực hiện nên nhiều CME không được xem là có liên quan đến các đám mây từ tính. Cấu trúc điển hình được một vệ tinh như ACE quan sát cho một CME nhanh là sóng xung kích chế độ nhanh, tiếp theo là vành đai plasma dày đặc và nóng (vùng đuôi sóng xung kích) và đám mây từ tính.

## Các đặc điểm khác
Các dấu hiệu khác của mây từ tính hiện đang được sử dụng cùng với mô tả trên đây là: các electron siêu nhiệt hai hướng, trạng thái điện tích bất thường hoặc sự phổ biến của sắt, heli, cacbon và/hoặc oxy.
Thời gian điển hình để đám mây từ tính di chuyển vượt qua vệ tinh tại điểm L1 là 1 ngày, tương ứng với bán kính 0,15 AU với tốc độ điển hình là 450 km/s (280 mi/s) và cường độ từ trường là 20 nT.

## Các loại phún xạ khác được quan sát từ Trái Đất
Các đám mây từ tính chiếm khoảng một phần ba phún xạ được các vệ tinh trên Trái Đất quan sát. Các loại phún xạ khác là các sự kiện đa đám mây từ tính (một cấu trúc đơn có nhiều đám mây từ tính con có thể phân biệt được) và các phún xạ phức tạp, có thể là kết quả của sự tương tác của nhiều CME.